# Sesioctonus miyayensis
Sesioctonus miyayensis är en stekelart som beskrevs av Briceno 2003. Sesioctonus miyayensis ingår i släktet Sesioctonus och familjen bracksteklar. Inga underarter finns listade i Catalogue of Life.